# شهدخوار پشت‌بنفش اولوگورو
شهدخوار پشت‌بنفش اولوگورو (نام علمی: Anthreptes neglectus) نام یک گونه از تیره شهدخواران است.